# Warszawa Universitet
Warszawa Universitet (polsk: Uniwersytet Warszawski, latin: Universitas Varsoviensis) er et universitet i Warszawa, Polen, der blev grundlagt i 1816. Med sine 56.858 studerende og 5.500 ansatte er det landets største.
Universitetet blev grundlagt som Warszawas Kongelige Universitet i 1816, da delingen af Polen adskilte Warszawa fra det ældste og mest indflydelsesrige akademiske miljø i Kraków. Efter tilladelse fra Zar Alexander 1. blev universiteet etableret med fem fakulteter – jura og statskundskab, medicin, filosofi, teologi og humaniora. Universitetet voksede hurtigt, men blev lukket under Novemberopstanden i 1830. Det blev genåbnet i 1857 under navnet Akademia Medyko-Chirurgiczna med sæde i Staszic-paladset, dog kun med to fakulteter; et medicinsk og et farmaceutisk. Hovedskolen (Szkoła Główna) opstod 1862 med fire fakulteter. Alle polsksprogede skoler blev lukket i 1869 efter januaropstanden, men skolen nåede at uddanne 3.000 studenter, hvoraf mange blev en vigtig del af den polske intelligentsia. Hovedskolen blev erstattet af Cesarski Uniwersytet Warszawski (Tsaruniversitetet i Warszawa), der underviste på russisk og havde til formål at uddanne militærfolk. 70% af de studerende var polske, men efter revolutionen i 1905 var den andel faldet til under 10 % som følge af boykot. Universitetet genopstod under Første Verdenskrig. Antallet af studerende var i 1918 passeret 4.500. Efter Polens selvstændighed i 1918 blev der brugt mange resurser på at forbedre universitetet, og i begyndelsen af 1930'erne var det landets største. Nye fakulteter kom til, ligesom hovedcampusset blev udvidet. Universitetet blev opkaldt efter Józef Piłsudski efter dennes død i 1935.
Under 2. verdenskrig forbød de tyske myndigheder al højere uddannelse i Polen, idet der ifølge de nazistiske raceteorier ikke var behov for uddannelse af befolkningen, der fremover skulle være "slaver af Det Tredje Rige". Hovedcampusset blev omdannet til militærlejr. Selv om det blev straffet med døden at omgå forbuddet, organiserede mange professorer undervisning – det såkaldte hemmelige universitet i Warszawa (Tajny Uniwersytet Warszawski), ligesom der opstod undergrundsuniversiteter i andre polske byer. Forelæsningerne afholdtes hos private. De fleste studenter deltog i Warszawaopstanden i 1944. Under oprøret blev 63 professorer dræbt, enten i kamp eller som følge af Nazi-Tysklands udryddelse af den polske intelligentsia. Mange bygninger og store dele af universitetets samlinger gik tabt.
De første forelæsninger efter krigen blev afholdt i 1945 i ruinerne af det gamle campus. Bygningerne blev med tiden genopbygget. Det selvstyre, som universitetet hidtil havde praktiseret, ophørte, da Sovjetunionen indførte kommunismen i Polen. Bøger blev censureret og flere professorer blev anholdt. Med Władysław Gomułkas vej til magten i Polen i 1956 begyndte en mere liberal periode, der dog blev kort. De kommunistiske myndigheder begyndte snart at undertrykke ytringsfriheden, hvilket medførte voldsomme protester fra de studerende. Universitetet blev dog stadig et center for fri tænkning og uddannelse, da professorerne afholdt uformelle møder med de studerende, hvor de talte frit. Mange af dem blev ledere og medlemmer af Solidaritetsbevægelsen og andre oppositionelle grupper.
I dag består Warszawa Universitet af 126 bygninger og har undervisnings- og forskningsaktivtieter fordelt på 18 fakulteter: Biologi, kemi, journalistik og politologi, filosofi og sociologi, fysik, geografi og regionale studier, geologi, historie, anvendt lingvistik og østslavisk filologi, økonomi, neofilologi, pædagogik, polsk sprog, jura og offentlig administration, psykologi, anvendt samfundsfag, forvaltning samt matematik, informatik og mekanik.